# Patryk Palasz
Patryk Palasz (12 febbraio 1984) è uno schermidore polacco.

## Biografia
Nei campionati europei di scherma ha conquistato una medaglia d'argento a Zalaegerszeg nel 2005, nella gara di sciabola a squadre.

## Palmarès
In carriera ha conseguito i seguenti risultati:
- Europei di scherma

Zalaegerszeg 2005: argento nella sciabola a squadre.